# Universidad Internacional SEK
Universidad Internacional SEK – prywatna uczelnia w Ekwadorze, z kampusami m.in. w Santiago.